# Charvel

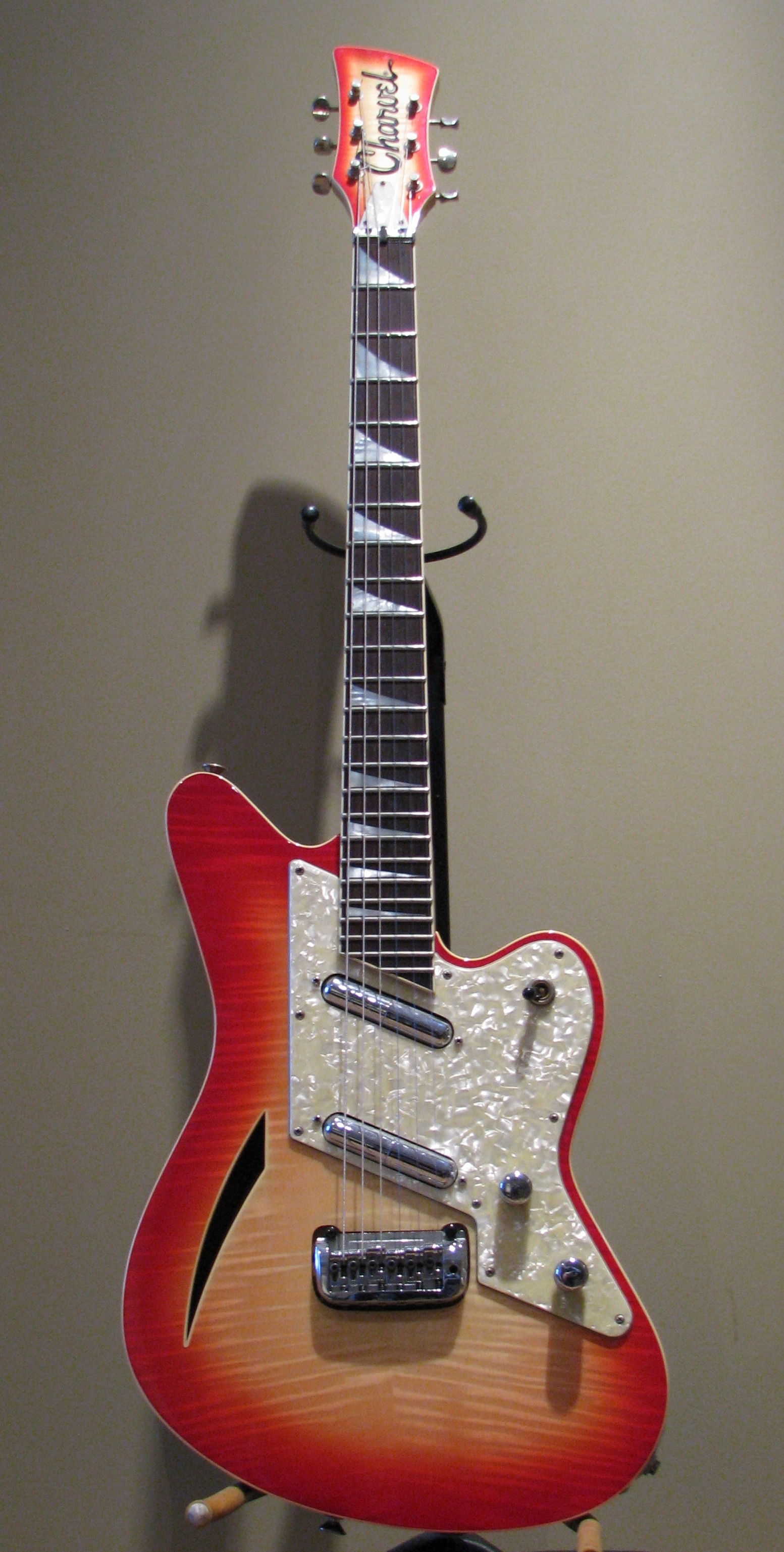
Guitare Charvel Surfcaster

Charvel est une marque de guitare fondée par Wayne Charvel.
Le principe de départ de la marque était d'assembler des corps et des manches de Fender Stratocaster en installant différents accessoires n'étant pas présents sur ces dernières, c'est de ce principe que naquit la San dimas, une guitare de forme Stratocaster mais avec un vibrato Floyd rose et une configuration de micros souvent assez particulière (simple/humbucker avec un simple incliné en manche entre autres). Van Halen participa à la postérité de la marque (charvel EVH signature), avec aussi Richie Sambora, George Lynch, Jack E. Lee de Ozzy Osbourne et plus récemment Joe Duplantier de Gojira.
Fender Musical Instruments Corporation acquit Charvel en 2002, Mais Charvel reste encore une marque assez peu répandue en France.